# Chavannes-sur-l'Étang
Chavannes-sur-l'Étang é uma comuna francesa na região administrativa de Grande Leste, no departamento Alto Reno. Estende-se por uma área de 6,03 km². Em 2010 a comuna tinha 705 habitantes (densidade: 116,9 hab./km²).